# RedBall Project

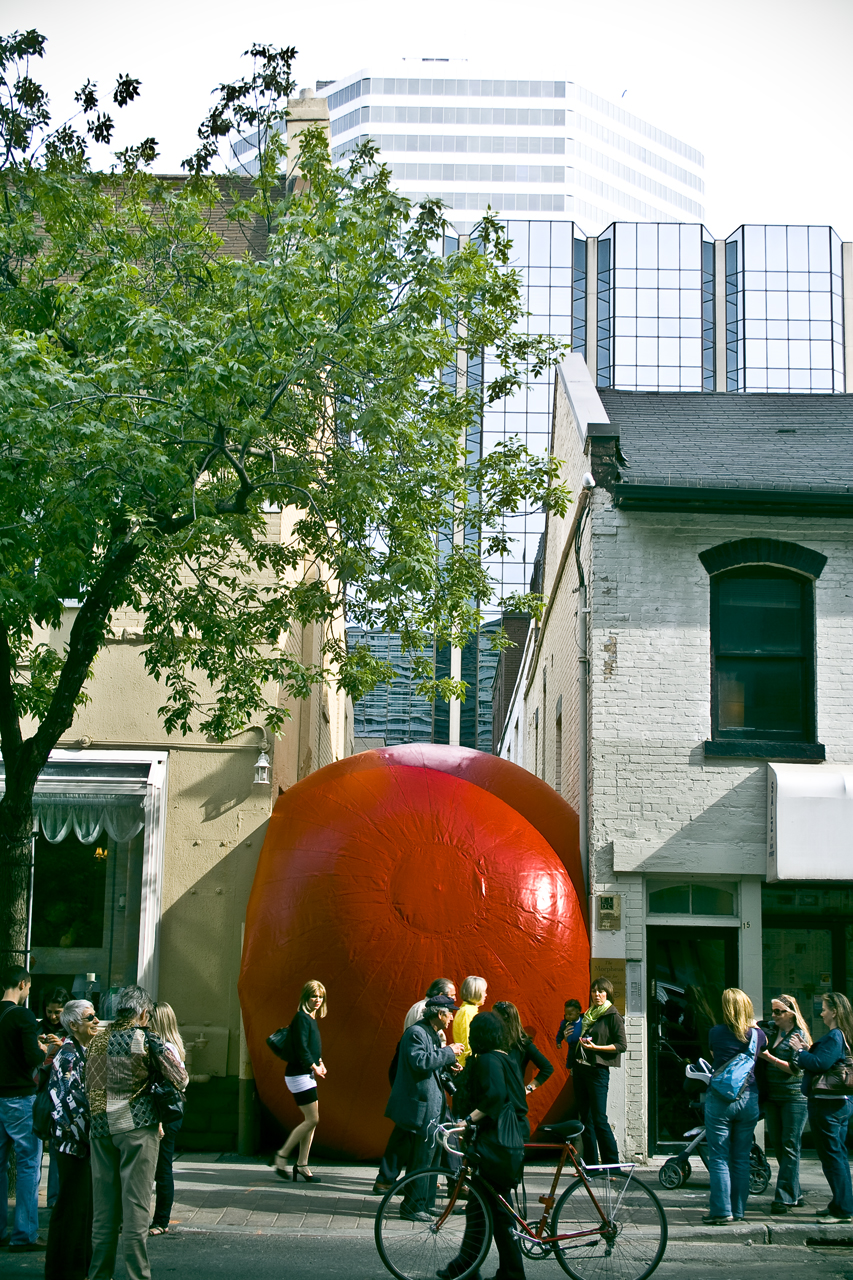
RedBall in Toronto, Canada 2009

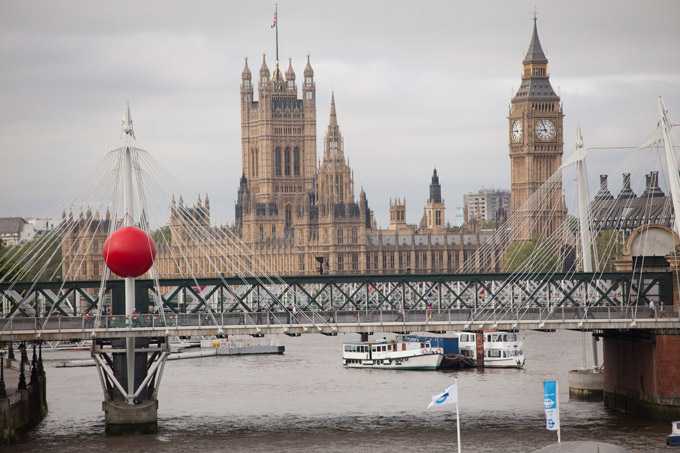
London 2013

Das RedBall Project ist ein wanderndes Kunstprojekt des US-amerikanischen Künstlers Kurt Perschke. Es besteht aus einem großen roten Ball, der seit 2001 im öffentlichen Raum für jeweils wenige Tage  ausgestellt wird. Es gilt damit als eines der ältesten Streetartprojekte.

## Rechtsstreitigkeiten
Im Mai 2013 ging Perschke gegen Edenred vor, die eine Marketingkampagne in ihrem Sinne mit roten Bällen lancierten. Perschke sah sich in seinem geistigen Eigentum geschädigt und wurde dabei von Gibson Dunn vertreten. Der Streit wurde außergerichtlich beigelegt. Über die Konditionen der Einigung wurde Stillschweigen vereinbart. In einem ähnlichen Fall klagte Perschke gegen Shell. Auch dieser Fall wurde außergerichtlich beigelegt.

## Auszeichnungen
- National Recognition to the Best in Public Art Projects Annually, Public Art Network, Americans for the Arts (2006)[2]